# Eriostepta roseireta
Eriostepta roseireta là một loài bướm đêm thuộc phân họ Arctiinae, họ Erebidae.